# Метро-линија 1 (Париз)
Париска метро линија 1 (фр. Ligne 1 du métro de Paris) је једна од шеснаест линија париског метроа. Повезује La Défense–Grande Arche на северозападу и Château de Vincennes на југоистоку. Са дужином од 16,5 км (10,3 миља), представља важну транспортну руту исток-запад унутар града Париза. Не рачунајући приградске линије РЕР, то је најкоришћенија линија на мрежи са 181,2 милиона путника у 2017. или 496.000 људи дневно у просеку.
Линија је била прва која је отворена у мрежи, а њен инаугурациони део је ушао у употребу 1900. То је такође прва линија мреже која је претворена из ручног управљања у потпуно аутоматизовани рад. Конверзија, која је започета 2007. године и завршена 2011. године, укључивала је нова возна средства (МП 05) и постављање ивичних врата перона на свим станицама. Првих осам возова МП 05 (501 до 508) ушло је у путнички саобраћај 3. новембра 2011, омогућавајући убрзани пренос постојећих залиха МП 89 ЦЦ на линију 4; међутим, од 2019. године, линија 4 се такође претвара у аутоматизоване операције. Конверзија је омогућила Линији 1 да ради као друга потпуно аутоматизована линија система, после Линије 14.
Прелазак на потпуно аутоматизоване услуге обављен је без већих прекида путничког саобраћаја. Нови возни парк МП 05 могао је ефикасно да ради заједно са возним парком МП 89 ЦЦ са ручним погоном све док није било довољно МП 05 да више не олакшава потребу за МП 89. Потпуна аутоматизација је постигнута за вечерње услуге у мају 2012, са повећање броја услуга викендом до августа 2012. Од 15. децембра 2012. Линија 1 је потпуно аутоматизована. Преосталих пет возова МП 89 ЦЦ остало је ускладиштено на линији 1 у близини радионица све док нова гаража за линију 4 није отворена јужно од нове станице у фебруару 2013.

## Историја
Париска метрополитенска мрежа вуче своје порекло из вишедеценијских дебата и мање-више бизарних пројеката (која је била наклоњена међусобном повезивању великих железничких мрежа са великим подземним железницама) и Градске куће Париза (која је желела мала мрежа, која опслужује само уже градске језгро са веома блиским станицама, ефективно забрањујући приступ опреми великих железничких компанија). Погоршање саобраћајних услова у Паризу, пример страних престоница и приближавање Универзалне изложбе 1900. убедили су власти да почну изградњу метроа. Решење које је предложио градоначелник Париза коначно је усвојено; Држава је уступила пројектовање и изградњу радова Граду Паризу. Након што је општинско веће 20. априла 1896. усвојило пројекат мреже „градска железница“ је проглашена јавним предузећем законом који је ступио на снагу 30. марта 1898. године.
Новембра 1898. Град Париз је одлучио да предузме прелиминарне радове на мрежи метроа са изградњом прве линије париског метроа. Радови су трајали двадесет месеци, а финансирала их је општина Париз. Линија је била подељена на осам делова распоређених међу неколико компанија. 19. јула 1900. отворена је линија између Порт Мајо и Порт де Винсен да би се повезале различите локације Светског сајма. Само осам станица је завршено и отворено инаугурацијом; још десет је постепено отворено између 6. августа и 1. септембра 1900. Линија је пратила осу споменика исток-запад у Паризу. Ових осамнаест станица је у потпуности изграђено, од којих су већина дугачке 75 метара и широке 4,10 метара. У марту 1934. године, прво проширење у предграђе донело је услугу замку Винсен на истоку.

## Хронологија
- 20. април 1896: Градско веће Париза усваја пројекат мреже.
- 30. март 1898: декларација о јавној корисности првих шест линија „градске железнице“.

- 4. октобар 1898: почетак радова на линији 1.
- 19. јул 1900: Инаугурација линије 1 између Порте де Винсенес и Порте Маилот. Отворено је само 8 од 18 планираних станица.
- 6. август и 1. септембар 1900: Отворено је осталих 10 станица на прузи.
- 24. март 1934: Линија је продужена на исток од Порте де Винсенес до замка Винсенес.
- 15. новембар 1936: Станица Порте Мајо је обновљена како би се омогућило даље проширење линије на запад.
- 29. април 1937: Линија је продужена на запад од Порте Маилот до Понт де Нејли.
- 1963: Шине су преуређене да би се у њих могли сместити возови са гуменим гумама (МП 59). Истовремено, станице су проширене како би се уместо возова са 5 вагона примили возови са 6 вагона.
- 1. април 1992: Линија је поново продужена на запад од Понт де Нејлија до пословног округа Ла Дефенс.
- 1997: Уведена су возна средства МП 89 ЦЦ, која су заменила старија возила МП 59.
- 2007: Започет пројекат аутоматизације.
- 3. новембар 2011: Започело је каскадно пребацивање МП 89ЦЦ на МП 05, пошто је пројекат аутоматизације (изградња) завршен.
- Мај 2012: Постигнута је потпуна аутоматизација за вечерње услуге.
- Јул 2012: Постигнута је потпуна аутоматизација за услуге викендом.
- 15. децембар 2012: Потпуна аутоматизација достиже 100% статус, омогућавајући МП 89ЦЦ да више није потребан на линији 1.

## Возни парк
Линија 1 је имала пет различитих типова возних средстава током година:
- М1 (Вестингхаус): 1900–1921
- Спраге-Томсон: 1913–1964
- МП 59: 1963–1998
- МП 89ЦЦ: 1997–2012
- МП 05: 2011 – данас

## Аутоматизација
Након успешног отварања линије 14 као потпуно аутоматизоване линије, РАТП је почео да истражује могућност аутоматизације постојећих линија у систему. Агенција се прво фокусирала на линију 1, јер је она најпрометнија од свих линија париског метроа, а такође и линија коју највише посећују туристи. Аутоматизација не само да је омогућила Паризу да остане модел за технолошке иновације у железничкој индустрији, већ такође повећава број линија у нормалној служби када радници РАТП-а штрајкују (МП 05 возни парк). То се показало када је синдикат транспорта ушао у индустријску акцију у септембру 2019. године без утицаја на услугу на линији 1.
Радови су почели 2007. године и углавном су се одвијали без прекида путничког саобраћаја. Прелиминарни радови укључивали су надоградњу електричне и сигнализације на целој линији. Радови су такође започети на претварању оригиналне станице Порте Маилот у објекат за лако одржавање возног парка МП 05. У 2009. години отпочели су радови на уградњи платформиних параван врата; при чему су Беро и Порт Мајо прве станице које су биле опремљене. Због своје закривљене платформе, Бастиља (2011) је била међу последњим станицама које су опремљене. За то време, појединачне станице су повремено затваране како би се омогућило поравнање перона са висином подова возова.
Иако је већина станица остала иста као и пре аутоматизације (са изузетком врата на платформи), многе станице као што је Ст. Паул добиле су потпуно нове ознаке. Френклин Д. Рузвелт је потпуно ремонтовао своју фасаду после Другог светског рата на савременији и модернији изглед.
Дана 3. новембра 2011. године, првих осам возова новог возног парка МП 05 пуштено је у саобраћај на линији 1. Ови возови су саобраћали поред возног парка МП 89 ЦЦ све док није било довољно аутоматизованих возних средстава за превоз путника. Ова каскада је постигнута захваљујући систему САЕТ, који је прва верзија Треингард МТ ЦБТЦ компаније Сименс. Долазак нових залиха омогућио је РАТП-у да убрза трансфер МП 89 са линије 1 на линију 4 брзином од око 2 до 3 воза месечно између новембра 2011. и новембра 2012. Та стопа је порасла на 4 воза месечно током новембра и децембра 2012.

## Будућност
Разматра се западно проширење линије 1 од станице Ла Дефенс до центра Нантера. Други предлог који се истражује би требало да буде изграђена нова станица у Фонтенају - Риголотс, непосредно пре него што се линија попне на површину да би ушла у продавнице Фонтенаја, а затим наставила на исток до Вал де Фонтенаја да би се повезала са РЕР линијама А и Е.